# Computer Bismarck
Computer Bismarck es un videojuego de guerra desarrollado y publicado por Strategic Simulations, Inc. (SSI) en 1980. El juego se basa en la última batalla del acorazado Bismarck, en la que las Fuerzas Armadas británicas persiguen al Bismarck alemán en 1941. Es el primer juego de SSI. Presenta un modo de juego por turnos y gráficos en dos dimensiones.
El personal de desarrollo estaba formado por Joel Billings y John Lyons, quienes programaron el videojuego utilizando el lenguaje de programación BASIC. Desarrollado originalmente para el TRS-80, también se creó una versión para la Apple II dos meses después. Luego de reunirse con otros desarrolladores, Billings decidió publicar el proyecto. Para esto, contrató a Louis Saekow quien se encargó de diseñar la carátula del juego.
Computer Bismarck, es el primer videojuego de guerra para computadoras publicado comercialmente. Tuvo buenas ventas y contribuyó al éxito de SSI.

## Argumento

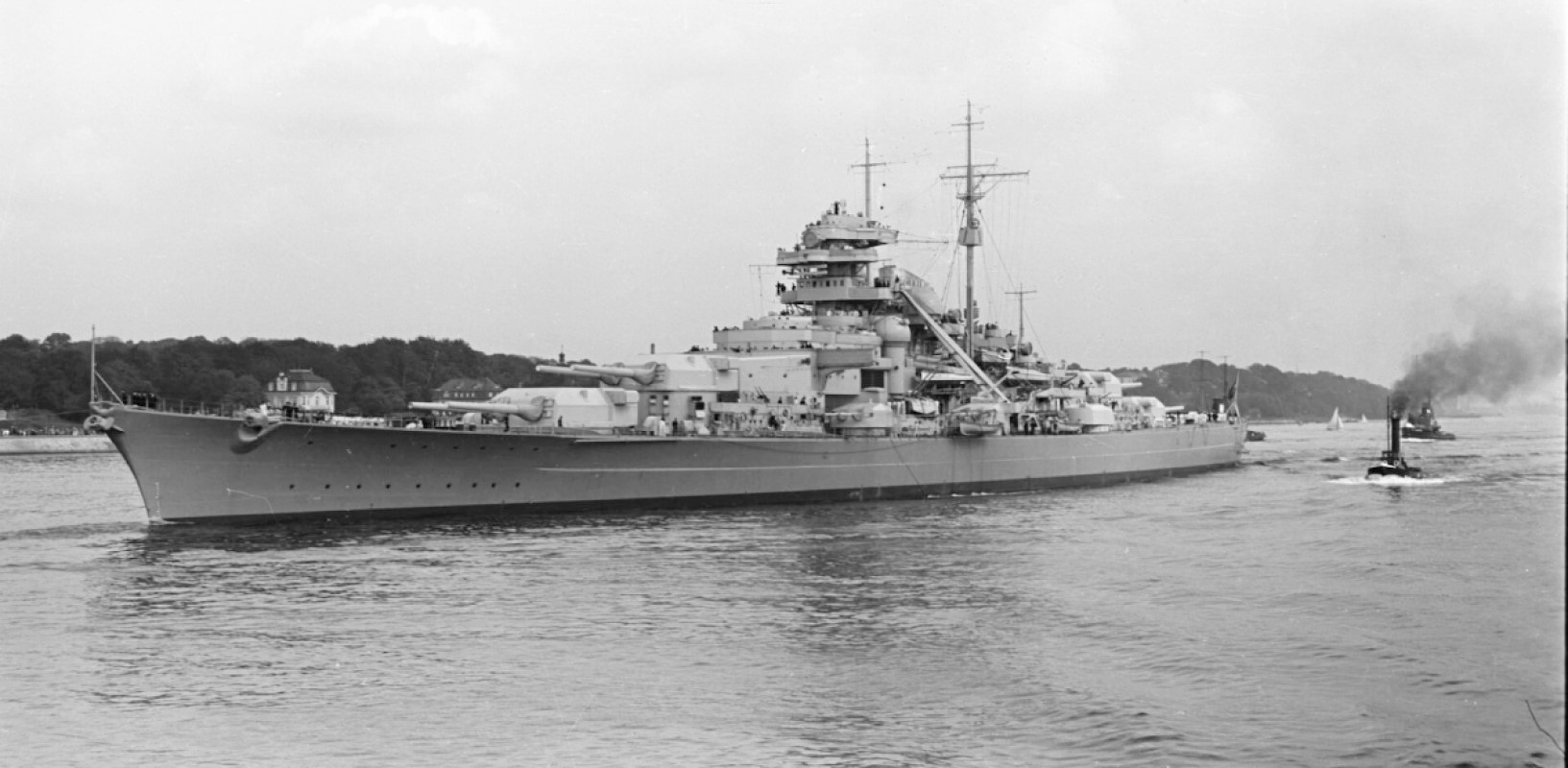
El acorazado alemán Bismarck en 1940

El juego es una simulación de la última batalla del acorazado alemán Bismarck en el Océano Atlántico durante la Segunda Guerra Mundial. El 24 de mayo de 1941, el Bismarck y el Prinz Eugen hundieron el HMS Hood británico y dañaron al HMS Prince of Wales en la Batalla del Estrecho de Dinamarca. Después de la batalla, los barcos y aviones de la Royal Navy británica persiguieron al Bismarck durante dos días. Después de ser paralizado por un bombardero de torpedos en la tarde del 26 de mayo, el Bismarck se hundió a la mañana siguiente.

## Jugabilidad
Computer Bismarck es un videojuego de guerra por turnos desarrollado para computadoras, en el que los jugadores controlan las fuerzas británicas contra el acorazado Bismarck y otras unidades alemanas. Las fuerzas alemanas pueden ser controladas por la computadora (llamado «Otto von Computer») o por un segundo jugador. El juego tiene lugar en un mapa al norte del Océano Atlántico, en el que las letras del alfabeto inglés representan unidades e instalaciones militares (aeródromos y puertos). Las unidades tienen diferentes capacidades, así como estadísticas que determinan su movilidad, potencia de fuego, vulnerabilidad y otros factores de juego. Los turnos toman la forma de fases, y los jugadores se alternan al ingresar órdenes para maniobrar sus respectivas unidades. Las fases pueden cumplir diferentes funciones, como informar a los jugadores sobre cambios de estado, movimiento de unidades y batallas. Los jugadores ganan puntos al destruir las unidades de su oponente. Después de que se hunde el Bismarck o se han producido una serie de giros, el juego termina. Dependiendo de la cantidad de puntos que los jugadores hayan ganado, las fuerzas británicas o alemanas son declaradas vencedoras.

## Desarrollo

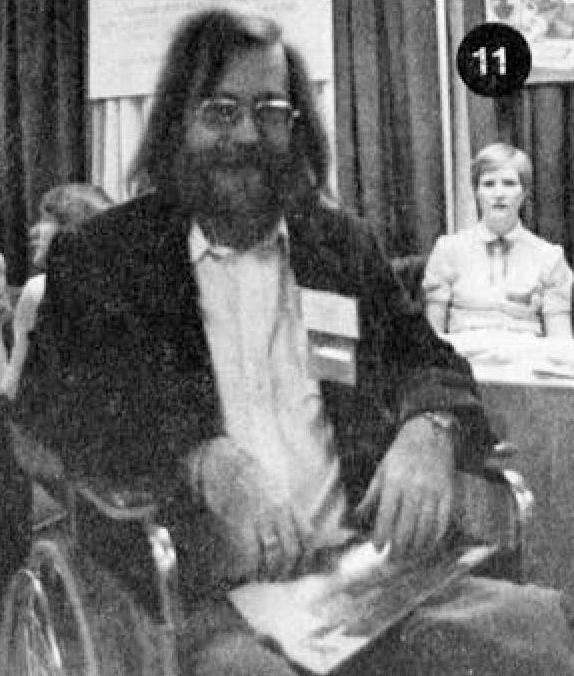
Desarrollador John Lyons en 1982

Durante la universidad, Joel Billings usó computadoras para hacer econometría, modelos matemáticos y pronósticos. Esta experiencia lo llevó a creer que las computadoras podían manejar juegos de guerra y así poder eliminar la tediosa forma de llevar un registro en papel mientras se juega. Mientras estaba entre su educación de pregrado y posgrado, Billings conoció a un programador de IBM y habló sobre computadoras. Billings sugirió iniciar una empresa de software con él, pero el programador no estaba interesado en los juegos de guerra y afirmó que eran demasiado difíciles y complicados para ser populares. Billings publicó volantes en tiendas de pasatiempos en el área de Santa Clara, California, para atraer a los entusiastas de los juegos de guerra con experiencia en programación. John Lyons fue el primero en responder y se unió a Billings después de desarrollar rápidamente una buena relación.
Billings eligió la última batalla Bismarck porque sintió que sería más fácil de desarrollar que otros juegos de guerra. Computer Bismarck fue escrito en BASIC y compilado para aumentar su velocidad de procesamiento. En agosto de 1979, Billings proporcionó a Lyons acceso a una computadora para escribir el programa. Lyons comenzó a programar una versión simplificada similar a un juego de zorros y perros; unos «sabuesos» que buscaban un «zorro» en un campo de juego. En ese momento, los dos trabajaban a tiempo completo y programaban en el apartamento de Billings durante la noche. Lyons hizo la mayor parte de la programación, mientras que Billings se centró en el diseño y ayudó con la entrada de datos y tareas menores de programación.
El juego fue desarrollado originalmente para el TRS-80 de Tandy Corporation. Dos meses después del desarrollo, Billings se reunió con Trip Hawkins, entonces gerente de marketing de Apple Computer, a través de un capital riesgo, quien convenció a Billings de desarrollar el juego para la Apple II;  Comentó que la capacidad de la computadora para gráficos en color la convertía en la mejor plataforma para juegos de estrategia. En octubre de 1979, el tío de Billings le regaló un Apple II. Billings y Lyons luego reescribieron todo el código existente para la Apple II y usaron un paquete de software de gráficos para generar el mapa del juego.
Después de que Lyons comenzó a programar, Billings comenzó a estudiar el mercado de los videojuegos. Visitó tiendas de juegos locales y asistió a una convención de juegos en San Francisco. Billings se acercó a Tom Shaw de Avalon Hill —la compañía producía muchos juegos de guerra que Billings jugaba de niño— y a uno de los fundadores de Automated Simulations para compartir datos de mercado, pero no despertó interés. El poco interés que mostraron las respuestas hicieron creer a Billings que él mismo tendría que publicar los juegos de SSI. Después de que se terminó el desarrollo de Computer Bismarck en enero de 1980, buscó a un diseñador gráfico para la carátula que tendría la caja del juego. 
Billings conoció a Louis Saekow a través de una serie de amigos, pero dudaba en contratarlo. Inspirándose en los juegos de Avalon Hill, Billings quería que los juegos de SSI tuvieran un aspecto profesional e incluyeran mapas, manuales detallados y una excelente carátula. Dos meses antes, Saekow había pospuesto entrar a una facultad de medicina para perseguir su sueño de convertirse en diseñador gráfico. Para asegurar el trabajo, Saekow le dijo a Billings que podía retener el pago si el trabajo no era satisfactorio. Al crear el arte de la caja, Saekow usó una cámara estática; su compañero de cuarto trabajaba para una empresa de revistas y lo ayudó a colarse para usar su cámara. El primo de Saekow luego se encargó de imprimir el empaque. Sin almacenamiento para los productos completos, Billings almacenó las primeras 2000 cajas en su dormitorio. En febrero de 1980, distribuyó 30 000 volantes a los propietarios de Apple II y mostró el juego en la exposición Applefest un mes después. SSI compró un anuncio de página completa para la versión Apple II en la edición de marzo de 1980 de la revista BYTE, que mencionaba la capacidad de guardar un juego en curso, así como jugar contra la computadora u otra persona. El anuncio también prometía soporte futuro para el TRS-80 y otras computadoras.

## Recepción y legado

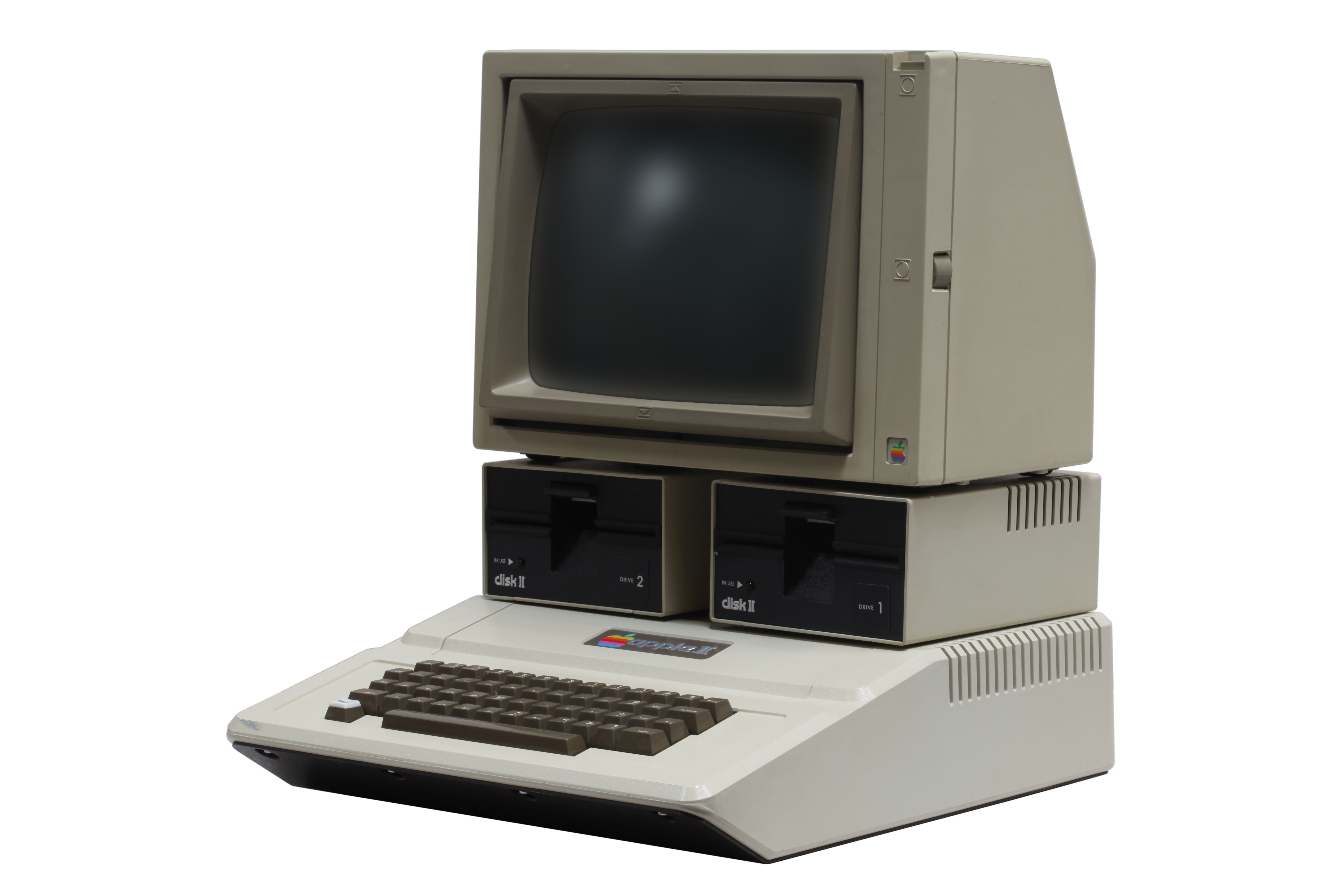
Apple II computer.Apple II computer.

En 1980, Peter Ansoff de la revista BYTE llamó a Computer Bismarck un «hito en el desarrollo de juegos de guerra comerciales» y aprobó la calidad de la documentación y la opción de jugar contra la computadora, pero desaprobó el juego. Reconociendo que «quizás sea injusto esperar que el primer [juego de guerra por computadora] publicado sea un producto completamente desarrollado», criticó a Computer Bismarck por copiar demasiado la mecánica del juego de mesa de Bismarck; agregando que la jugabilidad es más eficiente en un tablero que en una computadora. Ansoff concluyó que «las fallas de Computer Bismarck se pueden resumir diciendo que no aprovecha las posibilidades que ofrece la computadora».
El juego fue mejor recibido por otros críticos. Neil Shapiro de Popular Mechanics ese año elogió los detalles y la capacidad del juego para recrear las complejas maniobras involucradas en la batalla real. Se refirió al juego como único y «fantástico». En Creative Computing, Randy Heuer advirtió que el juego «probablemente no sea para todos. El punto que probablemente no pueda enfatizar lo suficiente es que se trata de una simulación extremadamente compleja... Sin embargo, para aquellos que estén listos para un desafío... Recomiendo con entusiasmo Computer Bismarck». Al revisar Computer Bismarck en la revista The Space Gamer, Joseph T. Suchar calificó el juego de «excelente» y afirmó que «tiene tantas opciones estratégicas para ambos lados que es poco probable que se optimice».
El investigador de defensa de la Armada de los Estados Unidos, Peter Perla, en 1990 consideró que los juegos de guerra como Computer Bismarck estaban un paso por encima de los videojuegos anteriores con temas de guerra que se basaban en la acción de estilo arcade. Elogió la adición de un oponente controlado por computadora que tales juegos brindan a los jugadores de solitario. Perla atribuye el éxito de SSI al lanzamiento de sus primeros juegos de guerra, citando específicamente a Computer Bismarck. Bob Proctor de Computer Gaming World en 1988 estuvo de acuerdo en que Computer Bismarck contribuyó al éxito de SSI y comentó que el título le valió a la compañía una buena ganancia. También afirmó que alentó a los entusiastas de los videojuegos a enviar sus propios juegos a SSI, lo que, en su opinión, ayudó a promover el éxito de la empresa. Al describirlo como el primer «juego de guerra serio para una microcomputadora», Proctor le dio crédito a Computer Bismarck por ayudar a legitimar los juegos de guerra y los juegos de computadora en general. Afirmó que el empaque profesional demostró la seriedad de SSI para producir productos de calidad; antes de Computer Bismarck, la mayoría de los juegos de computadora se empaquetaban en bolsas de cierre zip. Saekow se convirtió en un empleado permanente de SSI y fue el encargado de diseñar la mayoría de sus productos.
Ansoff notó la similitud de la mecánica del juego con el Bismarck de Avalon Hill, afirmando que «sería correcto, como cuestión de cortesía, reconocer que el juego se basó en un diseño de Avalon Hill». En 1983, Avalon Hill emprendió acciones legales contra SSI por copiar la mecánica del juego de sus juegos de mesa; Computer Bismarck, entre otros títulos, estuvo involucrado en el caso. Las dos empresas resolvieron el problema fuera de los tribunales. El juego se relanzó más tarde como parte de la línea de juegos populares «SSI classics» de la compañía a precios reducidos. Uno de los últimos juegos de SSI, Pursuit of the Graf Spee, utiliza una versión alterada del sistema central Computer Bismarck. En diciembre de 2013, el International Center for the History of Electronic Games recibió una donación de software de varios juegos de SSI, incluido Computer Bismarck con el código fuente para su conservación.